# Detención de Michael Spavor y Michael Kovrig

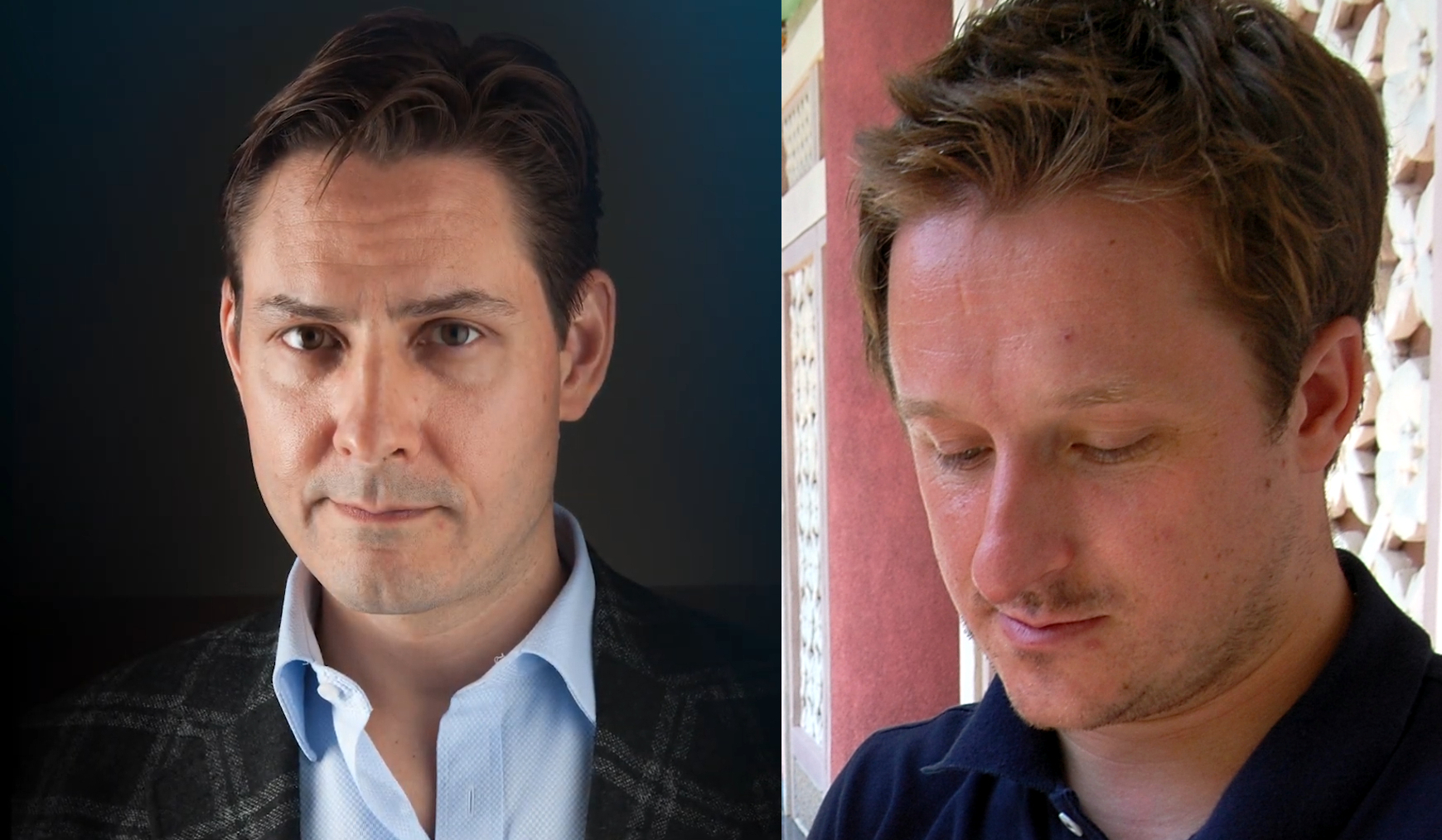
Michael Spavor y Michael Kovrig

En diciembre de 2018, los ciudadanos canadienses Michael Spavor y Michael Kovrig fueron detenidos en China. Su detención el 10 de diciembre y la posterior acusación en virtud de la ley de secretos de estado se consideran un acto de represalia contra Canadá por el arresto de la ejecutiva de telecomunicaciones de Huawe, Meng Wanzhou, el 1 de diciembre, y se han citado como un ejemplo de diplomacia de rehenes. En los medios de comunicación en idioma inglés, a la pareja se la conoce con frecuencia y coloquialmente como los Dos Michaels.
Tras su detención, los hombres fueron trasladados a centros de detención donde fueron interrogados hasta ocho horas al día. Según los informes, las luces de sus celdas estaban encendidas las 24 horas del día y se les negó el acceso a los funcionarios consulares y a sus abogados. Antes de su detención y arresto, Kovrig trabajaba para International Crisis Group desde su oficina de Hong Kong. Anteriormente trabajó para las Naciones Unidas y como diplomático canadiense. Spavor había sido consultor y director de Paektu Cultural Exchange, una organización que promueve la inversión y el turismo en Corea del Norte.
El 24 de septiembre de 2021, el primer ministro canadiense Justin Trudeau anunció que Kovrig y Spavor habían sido liberados de la detención en China después de 1019 días, poco después de que Meng fuera liberada del arresto domiciliario en Canadá.